# Phyllovates spinicollis
Phyllovates spinicollis är en bönsyrseart som beskrevs av Henri Saussure och Leo Zehntner 1894. Phyllovates spinicollis ingår i släktet Phyllovates och familjen Mantidae. Inga underarter finns listade i Catalogue of Life.